# Hurley (Wisconsin)
Hurley ist eine Kleinstadt (mit dem Status „City“) und Verwaltungssitz des Iron County im US-amerikanischen Bundesstaat Wisconsin. Im Jahr 2010 hatte Hurley 1547 Einwohner.

## Geografie
Hurley liegt im Norden Wisconsins, am Westufer des die Grenze zu Michigan bildenden Montreal River, der in den Oberen See mündet.
Die geografischen Koordinaten von Hurley sind 46°27′01″ nördlicher Breite und 90°11′23″ westlicher Länge. Das Stadtgebiet erstreckt sich über eine Fläche von 8,6 km². 
Benachbarte Orte von Hurley sind die Zwillingsstadt Ironwood in Michigan (auf der gegenüberliegenden Seite des Montreal River) und Montreal (am südwestlichen Stadtrand).
Die nächstgelegenen größeren Städte sind Green Bay am  Michigansee (350 km südöstlich), Wausau (199 km südlich), die Twin Cities in Minnesota (360 km westsüdwestlich) und Duluth am Oberen See in Minnesota (174 km westnordwestlich).

## Verkehr
Im Zentrum von Hurley treffen die US-Highways 2 und 51 sowie der Wisconsin State Highway 77 zusammen. Alle weiteren Straßen sind untergeordnete und teils unbefestigte Fahrwege sowie innerörtliche Verbindungsstraßen.
Die nächstgelegenen Regionalflughäfen sind der Duluth International Airport (183 km westnordwestlich) und der Central Wisconsin Airport bei Wausau (219 km südlich). Der nächste internationale Großflughafen ist der Minneapolis-Saint Paul International Airport (379 km südwestlich).

## Geschichte
Die Stadt erhielt ihren Namen nach M. A. Hurley, einem Rechtsanwalt aus Wausau, der einen Rechtsstreit für die Northern Chief Iron Company im Jahre 1884 gewann. Als Gegenleistung forderte er keine Bezahlung, sondern bat darum, den Ort, der in diesen Rechtsstreit involviert war, nach seinem Namen zu benennen. Diesem Wunsch wurde entsprochen und der Ort zunächst Glen Hurley, im Jahre 1885 aber dann Hurley genannt. Die Hauptwirtschaftszweige der Stadt waren insbesondere die Holzwirtschaft und die Eisenerzindustrie. Zwei gewaltige Feuer zerstörten 1888 den Großteil der aus Holz gebauten Häuser. Die Stadt wurde danach mit aus Stein gefertigten Häusern wieder aufgebaut. Noch heute zeugt die Silver Street mit antiken Gebäuden vom Wiederaufbau.
Das historische Old Iron County Courthouse (heute: The Iron County Historical Museum) 
wurde in das National Register of Historic Places aufgenommen.

## Bevölkerung
Nach der Volkszählung im Jahr 2010 lebten in Hurley 1547 Menschen in 771 Haushalten. Die Bevölkerungsdichte betrug 179,9 Einwohner pro Quadratkilometer. In den 771 Haushalten lebten statistisch je 1,89 Personen. 
Ethnisch betrachtet setzte sich die Bevölkerung zusammen aus 97,5 Prozent Weißen, 0,1 Prozent (eine Person) Afroamerikanern, 0,8 Prozent amerikanischen Ureinwohnern, 0,2 Prozent Asiaten sowie 0,1 Prozent aus anderen ethnischen Gruppen; 1,2 Prozent stammten von zwei oder mehr Ethnien ab. Unabhängig von der ethnischen Zugehörigkeit waren 0,8 Prozent der Bevölkerung spanischer oder lateinamerikanischer Abstammung. 
16,2 Prozent der Bevölkerung waren unter 18 Jahre alt, 57,7 Prozent waren zwischen 18 und 64 und 26,1 Prozent waren 65 Jahre oder älter. 52,7 Prozent der Bevölkerung war weiblich.
Das mittlere jährliche Einkommen eines Haushalts lag bei 26.429 USD. Das Pro-Kopf-Einkommen betrug 20.107 USD. 20,6 Prozent der Einwohner lebten unterhalb der Armutsgrenze.